# Cryptachaea taeniata
Cryptachaea taeniata là một loài nhện trong họ Theridiidae.
Loài này thuộc chi Cryptachaea. Cryptachaea taeniata được Eugen von Keyserling miêu tả năm 1884.